# Бардача (озеро)
Бардача (серб. Језеро Бардача) — озерний комплекс разом із заболоченою місцевістю муніципалітету Србац, за 45 км на північ від Баня-Луки в північній частині Республіка Сербська (Боснія і Герцеговина). Комплекс озер, ставків, заплавних ділянок, разом із лісами та сільгоспугіддями заплави правого берега річки Сава (лівий берег гирла Врбаса) на площі 3500 га виокремлено в пам'ятку природи, що охороняється державою. Водно-болотні угіддя озера Бардача охороняються згідно Рамсарської конвенції, як середовище існування водоплавних птахів.

## Гідрологічна характеристика
Розміри озера Бардача: довжина — 5,5 км, ширина — 1,7 км, площа — 7,32 км². Максимальна глибина сягає 2,5 м, середня - 1,7 м. Уріз води в озері знаходиться на висоті 85 м над рівнем моря.
Окрім власне озера Бардача, до комплексу входять такі водойми: Превлака (площа 160 га), Дуго Польє 1 (128 га), Дуго Польє 2 (110 га), Ракітовац (80 га), Луг (72 га), Синяк (60 га), Нецик (40 га), Великий (20 га) і Малий Дажковац (15 га), Брзайскі (10 га), Велика Стубля.
Озерний комплексу живлять несудноплавні річки: Матура (серб. Матура), Стубля (серб. Стублаја) і Брзая (серб. Брзаја). Гідрологічний режим озерного комплексу був порушений будівництвом ставків, каналів і насосних станцій.

## Тваринний світ
У межах пам'ятки природи зареєстровано 280 видів вищих рослин, гніздується, або мігрує 178 видів птахів, 26 видів риб мешкає у водах озер і річок.
Теріофауна досліджена недостатньо, вона типово бідна як для заболочених угідь, так і для територій інтенсивного аграрного використання. Здебільшого це лисиці (Vulpes vulpes), дикі кролі (Oryctolagus cuniculus), кроти (Talpa europaea), їжаки (Erinaceus europaeus), горностай (Mustela erminea).
В орнітологічному плані Бардача є однією з двох важливих зон (англ. Important Bird Area, IBA) міграцій та гніздування птахів у Боснії і Герцеговині. Серед пташиних популяцій особливо помітні: 
- лелекоподібні (Ciconiiformes): ібіс (Threskiornis aethiopicus), коровайка (Plegadis falcinellus), косар (Platalea leucorodia), лелека чорний (Ciconia nigra), мала біла (Ardeola ralloides), жовта (Egretta garzetta);
- журавлеподібні (Gruiformes): пастушок (Rallus aquaticus);
- сивкоподібні (Charadriiformes): мартин звичайний (Larus ridibundus) і жовтоногий (Larus cachinnans), сивка морська (Pluvialis squatarola), чайка (Vanellus vanellus), коловодник чорний (Tringa erythropus) і великий (T. nebularia), крячок річковий (Sterna hirundo), білощокий (Chlidonias hybrida) і чорний (C. niger);
- гусеподібні (Anseriformes): гуменник (Anser fabalis), крижні (Anas platyrhynchos), качка сіра (A. strepera), чирянка мала (A. crecca) і велика (A. querquedula), широконіска (A. clypeata);
- голубоподібні (Columbiformes): припутень (Columba palumbus), горлиця садова (Streptopelia decaocto) і звичайна (S. turtur);
- горобцеподібні (Passeriformes): ластівка берегова (Riparia riparia), ремез (Remiz pendulinus), сойка (Garrulus glandarius), зяблик (Fringilla coelebs);
- соколоподібні (Falconiformes): шуліка чорний (Milvus migrans), змієїд (Circaetus gallicus), лунь польовий (Circus cyaneus), яструб великий (Accipiter gentilis) і малий (Accipiter nisus), скопа (Pandion haliaetus), кібчик (Falco vespertinus);
- дятлоподібні (Piciformes): дятел середній (Dendrocopos medius);
- сиворакшеподібні (Coraciiformes): рибалочка (Alcedo atthis), бджолоїдка звичайна (Merops apiaster)[5].

Цікавий світ земноводних і рептилій: вогняна саламандра (Salamandra salamandra), (Bufo bufo) і (B. viridis), жаба прудка (Rana dalmatina), трав'яна (R. temporaria) і озерна (R. ridibunda), тритон звичайний (Triturus vulgaris) і гребінчастий (T. cristatus), кумка червоночерева (Bombina bombina) і жовточерева (B. variegata), часничниця (Pelobates fuscus); болотяна черепаха (Emys orbicularis), ящірка (Lacerta vivipara), вуж звичайний (Natrix natrix) і водяний (N. tessellata), гадюка (Vipera berus).
З 26 видів іхтіофауни варто відмітити йоржа смугастого (Gymnocephalus schraetzer) і чіпа малого (Zingel streber). Також присутні: плотва (Rutilus rutilus), клень (Squalius cephalus), лин (Tinca tinca), підуст (Chondrostoma nasus), марена (Barbus barbus), плоскирка (Blicca bjoerkna), лящ (Abramis brama), жерех (Aspius aspius), карась (Carassius gibelio), сом (Silurus glanis), окунь (Perca fluviatilis), судак (Sander lucioperca). Промислово розводять амура, товстолобика (Hypophthalmichthys) і коропа (Cyprinus carpio).
Наукові дослідження флори, фауни та екології даної місцевості проводились спорадично й недостатньо.

## Охорона природи
Озера Бардача мають надважливе значення як прихісток для гніздування, так і місце відгодівлі під час міграцій. Тут були зареєстровані птахи з Червоного списку МСОП видів, яким загрожує зникнення. Задля збереження важливого біотопу 1995 року на площі 3,5 тис. га було створено природний парк Бардача (Nature parks Bardača).

## Господарське використання
Більшість ставків комплексу було вирито посеред лісу Йовач на початку XX століття для потреб риборозведення, а у 1960-х роках їх значно розширено під час іригаційних робіт для зрошення сільськогосподарських угідь навколишніх сіл. Перший ставок вирили польські підприємці Артур і Віктор Бурда з Галичини. Гідрологічний режим озерного комплексу був зарегульований каналами і насосними станціями.
Земельний фонд природного парку 2007 року розподілявся таким чином: ліси — 9,25 %, заболочені місцевості — 0,28 %; сільгоспугіддя — 35,98 %, сади — 3,99 %, пасовища — 12,31 %, луки — 17,53 %, водна поверхня — 18,76 %, міська забудова й шляхи сполучення — 5,68 %. Дві третини земель перебувало у приватній власності фермерів і компанії «Agroimpex», інша частина в муніципальній і власності рибного господарства «Bardaca».
Головний тиск на екосистему відбувається з боку інтенсивного випасу великої рогатої худоби, надмірного і нерозважливого використання добрив і пестицидів у землеробстві на прилеглих полях, інтенсивного вилову риби у гонитві за прибутком. У 1970-х роках територія заплави використовувалась як мисливське угіддя для полювання на фазанів та крижнів.
На території заплави розташоване село Бардача, общини Сербац, населення якого на початку 1990-х років становило 250 осіб. У районі озерного комплексу розташовані великі міста: Градишка — за 25 км, Лакташі — 30 км, Баня-Лука — 45 км. За 20 км від комплексу автомобільний шлях, за 30 км — аеропорт Баня-Луки, Маховляни.
На території природної пам'ятки з 15 травня 1984 року щорічно відбувається літня екологічна школа художників (серб. Ликовно-еколошка колонија Бардача).